# ملجأ ضد النووي

لافته الملجأ في الولايات المتحدة

الملجأ النووي هو عبارة عن مساحة محكمة الإغلاق مصمم لحماية المواطنين من المخلفات الاشعاعية أو التهاطل النووي الناتج عقب الانفجار النووي.
تم تشييد العديد من هذه الملاجئ ضمن اجراءات الدفاع المدني خلال الحرب الباردة.
اثناء التهاطل النووي اللاحق لانفجار القنبلة النووية تنبعث الكثير من جسيمات الفا وجسيمات بيتا وأشعة جاما عالية الإشعاع ويقع الكثير منها على الأرض مما يعرض أي شيء داخل خط الرؤية للإشعاع مشكلًا خطراً كبيراً يعرض الكائنات الحية في النطاق إلى التسمم الاشعاعي لذلك تم تصميم الملاجئ النووية لتتيح لقاطنيها تقليل التعرض للإشعاعات الضارة حتى يتحلل النشاط الاشعاعي إلى مستويات أكثر أمانًا

## تفاصيل بنية الملاجئ النووية

### التدريع

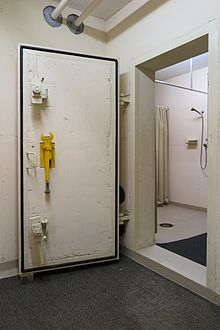
باب ملجأ نووي عام في سويسرا (2014)

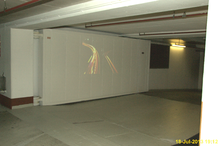
باب حريق كبير ضد الانفجارات النووية والغارات الجوية في أحد فنادق المانيا

الملجأ النووي الأساسي يتكون من دروع تقلل من تعرض أشعة جاما على معامل من 1000
التدريع المطلوب يمكن تحقيقه عن طريق عشرة أضعاف سماكة كمية المادة القادرة على قطع أشعة جاما إلى نصفين.
الدروع التي تقلل من أشعة جاما إلى النصف (2\1) تشمل: 1سم من الرصاص، 6سم من الخرسانة،9سم من التربة المدكوك أو 150سم من الهواء. حين تتضاعف الكثافة يتضاعف التدريع لذلك تدريع الملجأ النووي العملي عشر اضعاف نصف سماكة الأرض المدكوكة. مما يقلل أشعة جاما بما يقارب 1024 مره
عادةً التصميم الملائم للملجأ يكون خندقاً مع سقف صلب مدفون بعمق متر تحت الأرض
النهايتين للخندق لها تعرجات بزاوية قائمة لمنع أشعة جاما من الدخول (تسافر أشعة جاما بشكل مستقيم فقط)
ولمنع الحمل الزائد من الماء في حال المطر
قد يتم وضع قطعة بلاستيكية على بعد بضعة انشات تحت السطح وتثبيتها بالحجارة أو الطوب
يتم تصميم الابواب المضادة للانفجارات بشكل يساعد على امتصاص الانفجارات النووية والانحناء ثم العودة إلى الشكل الاصلي

### التحكم بالمناخ
تعد الأرض الجافة عازل مناسب للحرارة بشكل معقول لكن بعد عدة اسابيع من السكن في الملجأ سيصبح حارًا بشكل خطير ابسط نظام تهوية فعال لتبريد الملجأ يتكون من اطار ثقيل وكبير مع لوحات تتأرجح عند مدخل الملجأ أو في مفصلات على السقف فتفتح على اتجاه وتغلق على الآخر وتضخ الهواء في الداخل
يعتبر الهواء غير المفلتر امنًا لأن اخطر تداعياته اتساق الرمال أو الخفاف الناعمة لا يتم ابتلاع تلك الجسيمات الكبيرة بسهولة في الانسجة الرخوة في الجسم لذلك لايلزم وجود فلاتر واسعة النطاق واي تعرض للغبار الناعم يعتبر اقل خطورة بكثير من التعرض للتداعيات في الخارج ومع ذلك تتضمن بعض الملاجئ فلاتر NBC لحماية اضافية

### الموقع
يمكن ان تكون الملاجئ العامة الفعالة في الطوابق الوسطى من بعض المباني الشاهقة أو هياكل وقوف السيارات
أو تحت مستوى الأرض في معضم المباني المتكونة من 10 طوابق أو أكثر سمك الطوابق العليا يجب ان يوفر درع فعال
ويجب ان لاتعرض نوافذ المنطقة المحمية ارضًا معرضة للتهاطل النووي اقرب من 1.5 كم
احد حلول سويسرا كانت استخدام انفاق الطرق التي تمر عبر الجبال وتتمكن بعض هذه الملاجئ من حماية عشرات الآلاف

### محتويات
قد يكون الراديو العامل على البطاريات مفيد للحصول على تقارير التهاطل النووي والتصريحات الرسمية
مع ذلك قد يتلف الراديو مع الأجهزة الالكترونية الأخرا جراء النبضة الكهرومغناطيسية
تتضمن مهارات البقاء في الحروب النووية على قوائم طويلة لكن الحد الادنى من الاستعدادات يشتمل في الاتي
1. مجرفة واحدة أو أكثر
2. منشار مع شفرات اضافية
3. مضخة تهوية محلية الصنع (KAP)
4. حاويات كبيرة للماء
5. امدادات اسبوعين على الاقل من الطعام المضغوط الغير قابل للتلف
6. موقد محمول
7. اعواد خشبية في حاوية مضادة للماء
8. الاواني الاساسية لتخزين ونقل وطهي الطعام
9. أي ادوية خاصة يحتاجها افراد الاسرة
10. مجموعة الاسعافات الاولية
11. شموع طويلة الاحتراق تكفي لمدة 14 ليلة على الاقل
12. مصباح زيت
13. مصباح يدوي مع بطاريات اضافية
14. راديو ترانزستور مع بطاريات اضافية وصندوق معدني لحمايته من النبض الكهرومغناطيسي

يجب ان يتوفر للمقيمين ماء متاح 1-2 قالون للفرد في اليوم
(الماء المخزن في حاويات كبيره يشغل حيز اقل من الماء في علب صغيرة)

### مقياس كيرني للإشعاع
مقياس جيجر للإشعاع المصنع تجاريًا مكلف ويتطلب معاينة مستمرة لكن من الممكن صناعة مقياس اشعاع من نوع اليكتروميتر يسمى مقياس كيرني للإشعاع والذي لا يتطلب بطاريات أو معايرة احترافية من معدات تتوفر بسهولة الطرق موجودة في كتاب مهارات النجاة في الحروب النووية وهوة مرجع عام